# Bonte manakin
De bonte manakin (Manacus manacus) is een vogel uit de familie manakins (Pipridae).

## Kenmerken
Het verenkleed is aan de onderkant grijswit met witte keelveren. De bovenkant is donkergrijs, inclusief de vleugels. Op de kop heeft de vogel een zwarte kruin. De poten zijn oranje. De staartveren van de mannetjes kunnen tijdens de balts een mechanisch geluid voortbrengen. De lichaamslengte bedraagt 10 cm.

## Verspreiding en leefgebied
De bonte manakin is een standvogel die voorkomt in de laaglanden van Zuid-Amerika. Er zijn vijftien ondersoorten:
- M. m. abditivus: noordelijk Colombia.
- M. m. flaveolus: centraal Colombia.
- M. m. bangsi: zuidwestelijk Colombia en noordwestelijk Ecuador.
- M. m. interior: oostelijk Colombia, noordwestelijk en het zuidelijk-centraal Venezuela, oostelijk Ecuador, noordelijk Peru en noordwestelijk Brazilië.
- M. m. trinitatis: Trinidad.
- M. m. umbrosus: centraal Amazonas in zuidelijk Venezuela.
- M. m. manacus: zuidelijk Venezuela, de Guyana's en noordoostelijk Brazilië.
- M. m. leucochlamys: noordwestelijk Ecuador.
- M. m. maximus: zuidwestelijk Ecuador.
- M. m. expectatus: noordoostelijk Peru en westelijk Brazilië.
- M. m. longibarbatus: noordoostelijk Brazilië bezuiden de Amazone.
- M. m. purissimus: oostelijk Brazilië.
- M. m. gutturosus: zuidoostelijk Brazilië, oostelijk Paraguay en noordoostelijk Argentinië.
- M. m. purus: noordelijk-centraal Brazilië bezuiden de Amazonerivier.
- M. m. subpurus: zuidelijk-centraal Brazilië.

## Status
De grootte van de populatie is niet gekwantificeerd maar de soort wordt omschreven als vrij algemeen. Op de Rode lijst van de IUCN heeft deze soort de status niet bedreigd.